# Viola sphaerocarpa
Viola sphaerocarpa är en violväxtart som beskrevs av Wilhelm Becker. Viola sphaerocarpa ingår i släktet violer, och familjen violväxter. Inga underarter finns listade i Catalogue of Life.